# Nationaal Archeologisch Museum van Aruba
Het Nationaal Archeologisch Museum van Aruba (Papiaments: Museo Arqueologico Nacional Aruba) is een archeologiemuseum in Oranjestad, Aruba. Het museum heeft een archeologische collectie daterend van 2500 v.C tot de 19e eeuw.

## Geschiedenis
Het museum werd als het Archeologisch Museum Aruba opgericht in 1981. In 1997 kocht de Arubaanse overheid het monumentaal Ecury-complex in de wijk Rancho, het vroegere familiehuis van de Ecury-familie. Het oudste deel werd in 1870 gebouwd door de grootouders van Nydia Ecury en Boy Ecury, de Arubaanse oorlogsheld die er van 1922 tot 1937 woonde en in 1944 werd gefusilleerd in Nederland tijdens de Tweede Wereldoorlog. In het nieuwste gedeelte dat in 1929 gebouwd werd, is het museum gevestigd. In 2021 werd het complex uitgebreid met de museumtuin ‘Hardin di mi Wela’.
Met financiële tussenkomst van het Europees Ontwikkelingsfonds werd in 2006 begonnen met de renovatie van de monumentale gebouwen. In december 2007 werd de sleutel overhandigd aan de museummedewerkers en de werken aan de tentoonstellingsruimte werden beëindigd in november 2007. De permanente tentoonstelling in een ruimte van circa 580 m², gefinancierd door de Arubaanse regering en de Union of Cultural Organizations (UNOCA), werd geopend in juli 2009. 
In 2022 stond het Ecuryhuis model voor het 103de Delfts blauwe huisje van de KLM.

## Afbeeldingen

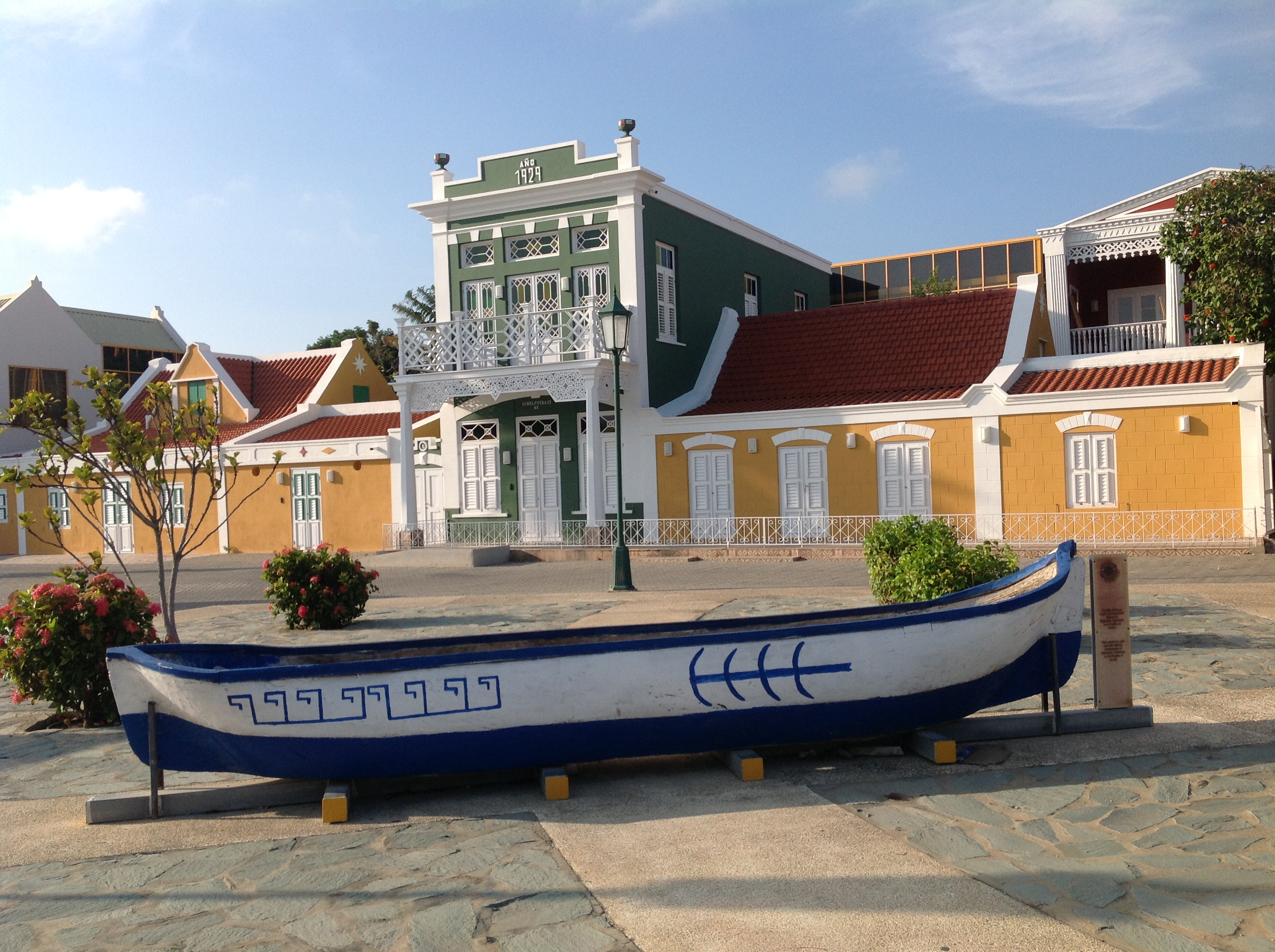
Museum
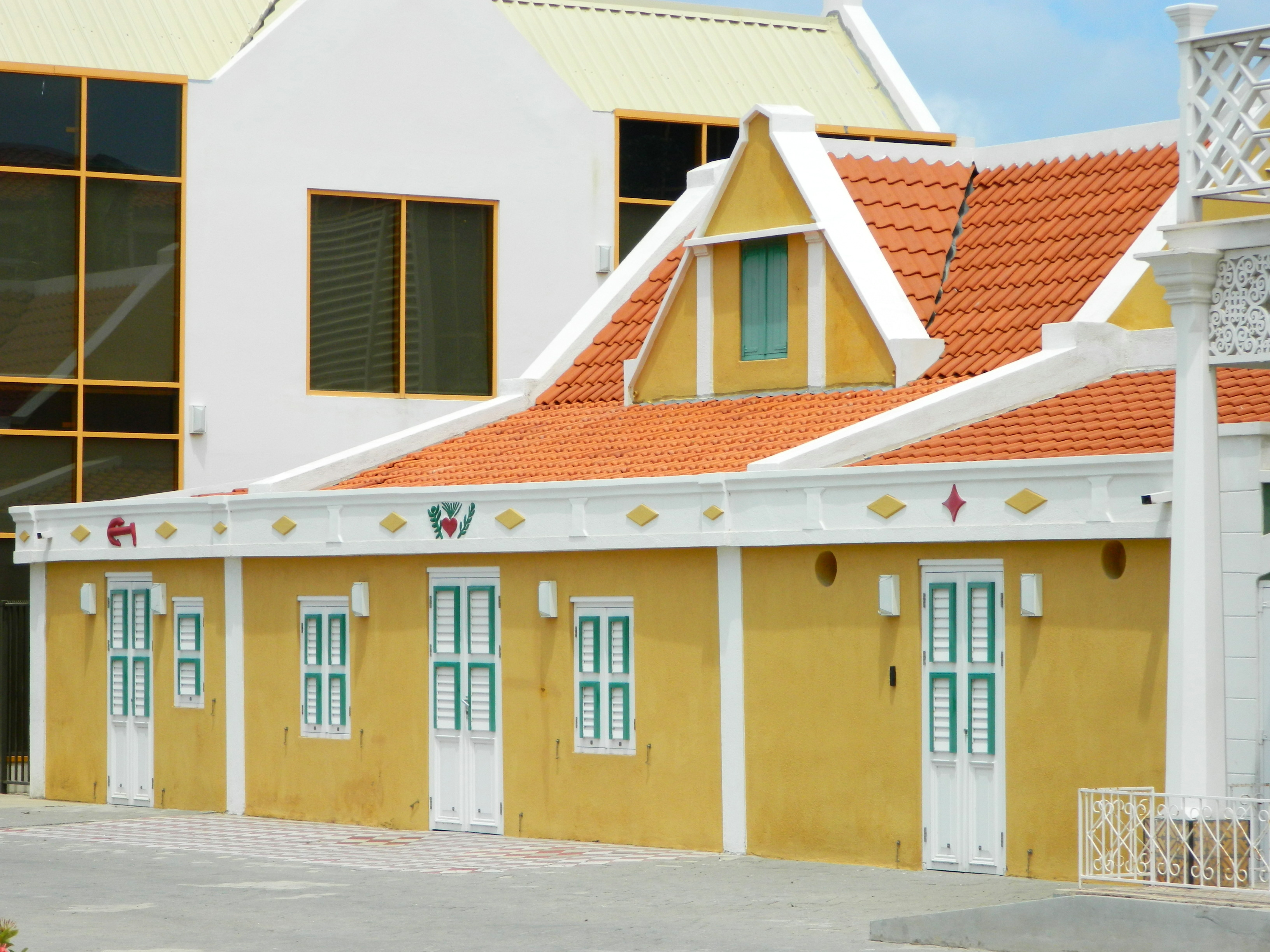
Voorgevel Schelpstraat 44
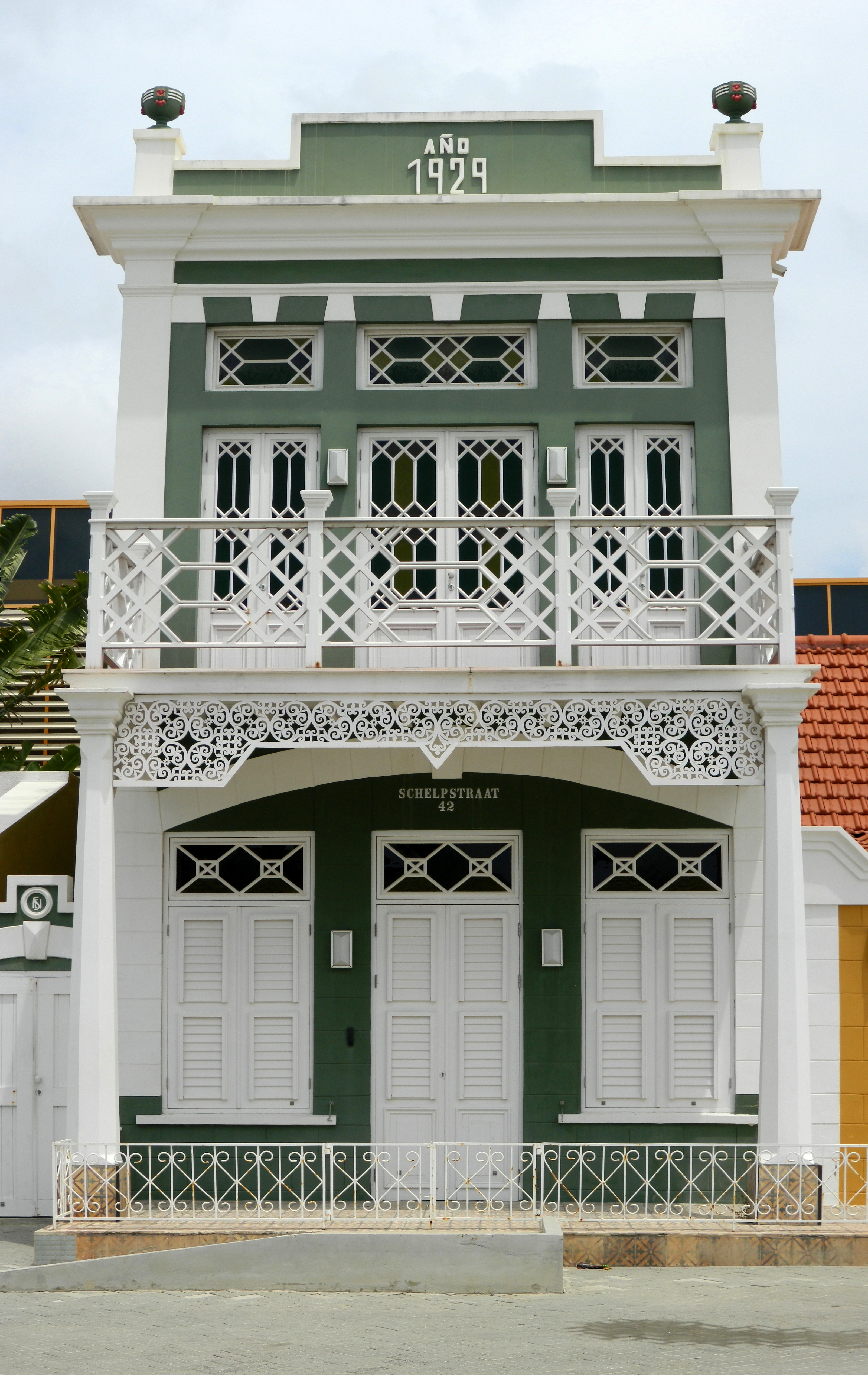
Voorgevel Schelpstraat 42
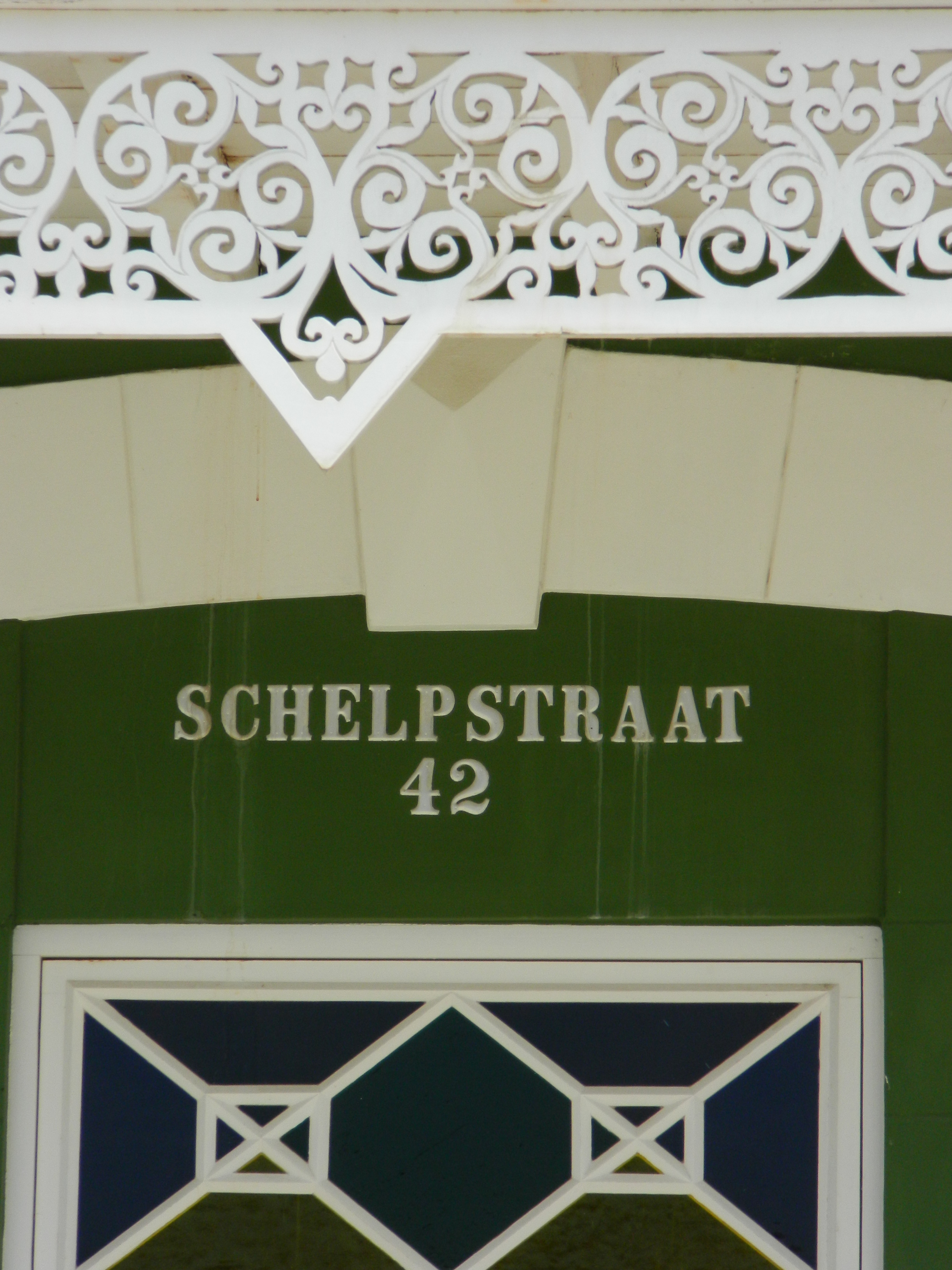
Detail van de voorgevel